# Patrick Beaudouin
Pour les articles homonymes, voir Beaudouin.
Patrick Beaudouin est un homme politique français, né le 7 avril 1953 à Brionne (Eure). Il est député de la sixième circonscription du Val-de-Marne de 2002 à 2012 et maire de Saint-Mandé de 1995 à 2020.

## Biographie
Patrick Beaudouin est consultant en communication et relations publiques. Il est élu maire de Saint-Mandé depuis 1995, sur la liste RPR puis de l'UMP, après avoir été conseiller municipal puis adjoint au maire Robert-André Vivien durant de douze années.
Après avoir été le suppléant de Michel Giraud après la partielle de 1995 puis lors de la période 1997-2002 et à la suite des affaires des marchés publics d'Île-de-France impliquant ce dernier, Patrick Beaudouin se présente à la députation et est élu député de l'Assemblée nationale, le 16 juin 2002, pour la XIIe législature (2002-2007), dans la 6e circonscription du Val-de-Marne. Il est réélu député le 17 juin 2007 lors des élections législatives de 2007. Il fait partie du groupe UMP et appartient au Collectif parlementaire de la Droite populaire.
Il est battu au second tour de l’élection législative de 2012 par Laurence Abeille, candidate Europe Écologie Les Verts-PS.
En 2014, il est réélu maire de Saint-Mandé après une campagne difficile au cours de laquelle il l’emporte en quadrangulaire. Au cours de la campagne, il s’est engagé, s'il était élu député, à ce que ce mandat soit le dernier, en raison de l'application de la loi sur le cumul des mandats.
Lors des élections législatives de 2017, le contexte politique local et national ne lui ont pas permis de se présenter. Il cède sa place à Gildas Lecoq (UDI), lui-même battu par Guillaume Gouffier-Cha (Larem).

## Distinctions
- Chevalier de l'ordre national du Mérite
- Chevalier de la Légion d'honneur (2015)

## Mandats électifs
- Depuis 1983 : membre du conseil municipal de Saint-Mandé
- 1989 - 1995 : adjoint au maire de Saint-Mandé
- 1995 - 2020 : maire de Saint-Mandé
- 1988 - 2002 : membre du conseil général du Val-de-Marne
- 2002 - 2012 : député du Val-de-Marne
- 2005 : président de l'Association des collectivités territoriales de l'Est parisien (ACTEP)
- 2018 : vice-président de la Métropole du Grand Paris chargé du Tourisme

## Encadrement du lobbying
Patrick Beaudouin est notamment l'auteur, avec sa collègue Arlette Grosskost, d'une proposition de résolution tendant à modifier le Règlement de l'Assemblée nationale pour établir des règles de transparence concernant les groupes d’intérêts, déposée le 30 octobre 2006 et à nouveau en septembre 2007, destinée à mieux encadrer les groupes de pression en obligeant leurs représentants à respecter un code de conduite et à s'inscrire sur un registre public.

## LeLivre noir de l'intercommunalité
En 2005, il est l'auteur, avec son collègue Philippe Pemezec, d'un Livre noir de l'intercommunalité dénonçant les « incohérences de la loi Chevènement » et proposant des solutions pour améliorer l'intercommunalité[réf. souhaitée].